# Fazenda Rio Grande
Fazenda Rio Grande város Brazíliában, Paraná államban. Lakosainak száma 148 873 fő (2022). Fazenda Rio Grande Mandirituba, Araucária, Curitiba és São José dos Pinhais községekkel határos.

## Népesség
A település népességének változása:
| Lakosok száma | 62 877 | 81 675 | 102 004 | 103 750 | 148 873 |
|               | 2000   | 2010   | 2020    | 2021    | 2022    |